# El diario de Ma-chan
El diario de Ma-chan (マアチャンの日記帳 Maachan no Nikkichō) es el primer manga de Osamu Tezuka, cuya publicación comenzó en 1946. Fue publicado en el periódico Mainichi Shimbun desde el 4 de enero de 1946 al 31 de marzo del mismo año y recopilado más tarde en un único volumen. El diario de Ma-chan fue el primer trabajo profesional de Osamu Tezuka en ser publicado; cuando lo dibujó, en 1946, Tezuka contaba con tan sólo 17 años de edad. Aunque con el paso del tiempo sus dibujos serían más elaborados, muchos de los rasgos artísticos presentes en la obra de Tezuka son visibles en este manga.

## Argumento
El diario de Ma-chan es una recopilación de tiras de cuatro viñetas por página que narra las aventuras diarias de un pequeño niño de preescolar llamado Ma-chan. El manga contiene 73 tiras en total.
Esta obra refleja bastante la situación en la que se encontraba Japón después de la guerra: Ma-chan prefiere aprender el "A-B-C" de los soldados americanos antes que la fonética "a-i-u-e-o" de su padre.

## Personajes
- Ma-chan: Un travieso niño en edad preescolar que crece inmediatamente después de la Segunda Guerra Mundial.
- Ton-chan: Amigo de Ma-chan.
- Muchacho en edad universitaria.
- Padre: Padre de Ma-chan.
- Madre: Madre de Ma-chan.
- Profesor: Maestro de preescolar de Ma-chan.